# Pollia undosa
Espèce
Synonymes
- Cantharus undosus (Linnaeus, 1758)

Pollia undosa est une espèce de mollusques gastéropodes marins appartenant à la famille des Pisaniidae (ou des Buccinidae sous-famille des Pisaniinae selon les classifications).
- Répartition : région Indo-Pacifique.
- Longueur : 4 cm.